# Agustín Tomás Nieto
Agustín Tomás Nieto (Tudela, c. 1819 - Albarracín, 18 de enero de 1893) fue un compositor y maestro de capilla español.

## Vida
Era natural de Tudela, hijo de Antonio y Francisca.
Las primeras noticias que se tienen de Nieto son de las oposiciones al cargo de maestro de capilla de la Catedral de Albarracín. Tras el fallecimiento del maestro anterior, Juan Mateo, el Cabildo de la metropolitana lobense se anunció por primera vez una oposición para unificar los cargos de organista y maestro de capilla, de acuerdo al concordato con la Santa Sede.

Hacemos saber: Que por fallecimiento del Pbro. Dn Juan Mateo, se halla vacante en esta Sta. Iglesia un beneficio al cual se ha de unir a perpetuidad el oficio de organista por real orden de 9 de enero de este año; y debiéndose proveer con arreglo a la Real Orden Canónica de 16 de mayo de 1852, señalamos el término de cuarenta días contados desde esta fecha [...] El agraciado deberá estar ordenado de Pbro. o en disposición de estarlo intra annum, como previene el último concordato [...] Tendrá él mismo la obligación de tañer el órgano en todas las funciones capitulares ordinarias y extraordinarias, dentro y fuera de esta Sta. Iglesia, sin ejecutar jamás pieza alguna de música profana que distraiga la devoción de los fieles; ha de dar lección a los infantes, regir la Capilla de música, y desempeñar las demás obligaciones comunes a los beneficiados [...]
Actas capitulares de la Catedral de Albarracín, 21 de febrero de 1863

Hubo que alargar los plazos en tres ocasiones, ya que solo se había presentado el diácono Mariano Laboria. Finalmente realizaron las oposiciones Vicente Perales y Agustín Tomás Nieto, ya que Laboria no se presentó. Jueces fueron el presbítero Lorenzo Puig, contralto de la Catedral de Teruel, José Vicente Lázaro, organista de la iglesia de San Andrés de Teruel, y el bajonista de Albarracín, José Cavero. Finalmente ganó Nieto, que juró en «nombre de Dios et in pectore sacerdotis observar las constituciones y loables costumbres por esta Catedral, que no se opongan a lo dispuesto por el último concordato?» y se le entregó la llave del órgano.
No sería el primer músico o presbítero de Tudela que tocaba en la catedral. Anteriormente había pasado por la metropolitana lobense el bajonista Joaquín Carpenter en 1793 y el presbítero Ecequiel Munita. A partir de 1881 su delicada salud no le permitió continuar con sus obligaciones de maestro de música, que serían asumidas por Vicente Alemán, que le sucedería en el cargo.

Que habiendo de sempeñado hasta la fecha, desde que fue posesionado en el mencionado beneficio los cargos a él unidos, en el edicto de provisión, de director de la Capilla y maestro de música de los infantes de esta Sta. Iglesia [...] y siéndole sumamente difícil, por no decir que imposible, continuar ejerciéndolos, especialmente el segundo, con aquella solicitud y buenos resultados que ambos reclaman para mayor esplendor del culto divino en las funciones religiosas [...] y en atención a su quebrantada salud y repetidos dolores y ataques nerviosos [...] renuncia a los cargos de director de Capilla y maestro de mú?sica de los infantes [...]
Actas capitulares de la Catedral de Albarracín, 1 de julio de 1881

Dentro de las dificultades causadas por el concordato, Nieto fue un maestro notable, que mantuvo la tradición polifónica de la capilla, con cinco infantes, dos tenores y dos sochantres. Permaneció en el cargo de organista hasta su fallecimiento el 18 de enero de 1893, «a consecuencia de la influenza», a los 74 años.

## Obra
Su procedencia tudelana queda patente en los cinco cuadernos que Nieto dejó en Albarracín con himnos a Santa Ana, patrona de la ciudad de Tudela. En el archivo de la Catedral se conservan unas cincuenta composiciones polifónicas y una docena de composiciones para tecla suyas.